# Australian Open-mesterskabet i mixed double 2019
Australian Open-mesterskabet i mixed double 2019 er den 76. turnering om Australian Open-mesterskabet i mixed double. Turneringen er en del af Australian Open 2019 og bliver spillet i Melbourne Park i Melbourne, Australien. Turneringen bliver spillet i perioden 18. - 26. januar 2019 med deltagelse af 32 par.
Mesterskabet blev vundet af Barbora Krejčíková og Rajeev Ram, som i finalen besejrede det australske wildcard-par Astra Sharma og John-Patrick Smith med 7-6(3), 6-1 efter at have afværget en sætbold i første sæt.
Barbora Krejčíková vandt dermed sin første grand slam-titel i mixed double og sin tredje grand slam-titel i alt, idet hun tidligere havde vundet to grand slam-titler i damedouble. Med den tredje sejr i sin tredje grand slam-finale beholdt hun samtidig sin statistik som ubesejret i grand slam-finaler. Hun blev samtidig den første tjekkiske vindet af Australian Open-mesterskabet i mixed double, siden Jana Novotná vandt mesterskabet to år i træk i 1988 og 1989 sammen med Jim Pugh.
Rajeev Ram vandt sin første grand slam-titel i karrieren. Hans bedste grand slam-resultat indtil da havde været finalepladsen ved US Open-mesterskabet i mixed double 2016, som han tabte sammen med Coco Vandeweghe.
Astra Sharma og John-Patrick Smith var begge i deres første grand slam-finale.
De forsvarende mestre, Gabriela Dabrowski og Mate Pavić, tabte i kvartfinalen til María José Martínez Sánchez og Neal Skupski med 1-6, 6-4, [9-11].

## Pengepræmier
Den samlede præmiesum til spillerne i mixed double androg A$ 654.200 (ekskl. per diem), hvilket var en stigning på 9 % i forhold til året før.
| Resultat               | Pengepræmier | Pengepræmier | Ændring ift. 2018 |
| Resultat               | Pr. par      | Total        | Ændring ift. 2018 |
| ---------------------- | ------------ | ------------ | ----------------- |
| Vindere (1)            | A$ 185.000   | A$ 185.000   | +5,7 %            |
| Finalister (1)         | A$ 95.000    | A$ 95.000    | +5,6 %            |
| Semifinalister (2)     | A$ 47.500    | A$ 95.000    | +9,2 %            |
| Kvartfinalister (4)    | A$ 23.000    | A$ 92.000    | +12,2 %           |
| Tabere i 2. runde (8)  | A$ 11.500    | A$ 92.000    | +12,2 %           |
| Tabere i 1. runde (16) | A$ 5.950     | A$ 95.200    | +13,3 %           |
| Samlet præmiesum       | -            | A$ 654.200   | +9,0 %            |

## Turnering

### Deltagere
Turneringen havde deltagelse af 32 par, der var fordelt på:
- 24 direkte kvalificerede par i form af deres ranglisteplacering.
- 8 par, der havde modtaget et wildcard.

#### Seedede spillere
De 8 bedste par blev seedet:
| Seedning | Rang. | Spiller                             | Resultat     |
| -------- | ----- | ----------------------------------- | ------------ |
| 1        | 13    | Gabriela Dabrowski Mate Pavić       | Kvartfinale  |
| 2        | 21    | Nicole Melichar Bruno Soares        | Semifinale   |
| 3        | 22    | Barbora Krejčíková Rajeev Ram       | Mestre       |
| 4        | 29    | Mihaela Buzărnescu Oliver Marach    | Første runde |
| 5        | 31    | Anna-Lena Grönefeld Robert Farah    | Kvartfinale  |
| 6        | 35    | Abigail Spears Juan Sebastián Cabal | Kvartfinale  |
| 7        | 39    | Makoto Ninomiya Ben McLachlan       | Første runde |
| 8        | 41    | Jekaterina Makarova Artem Sitak     | Første runde |

#### Wildcards
Tennis Australia udpegede otte par, der modtog et wildcard til turneringen.
| Par                              | Resultat     |
| -------------------------------- | ------------ |
| Monique Adamczak Matt Reid       | Første runde |
| Priscilla Hon Alexei Popyrin     | Første runde |
| Maddison Inglis Jason Kubler     | Første runde |
| Jessica Moore Andrew Whittington | Anden runde  |
| Astra Sharma John-Patrick Smith  | Finale       |
| Samantha Stosur Leander Paes     | Anden runde  |
| Iga Świątek Łukasz Kubot         | Anden runde  |
| Zhang Shuai John Peers           | Første runde |

### Resultater
| Gabriela Dabrowski |
| Mate Pavić         |

| Priscilla Hon  |
| Alexei Popyrin |

| Gabriela Dabrowski |
| Mate Pavić         |

| Danielle Collins |
| Michael Venus    |

| Chan Hao-Ching    |
| Jean-Julien Rojer |

| Chan Hao-Ching    |
| Jean-Julien Rojer |

| Gabriela Dabrowski |
| Mate Pavić         |

| Katarina Srebotnik |
| Franko Škugor      |

| M.J. Martínez Sánchez |
| Neal Skupski          |

| M.J. Martínez Sánchez |
| Neal Skupski          |

| M.J. Martínez Sánchez |
| Neal Skupski          |

| Jessica Moore      |
| Andrew Whittington |

| Jessica Moore      |
| Andrew Whittington |

| Makoto Ninomiya |
| Ben McLachlan   |

| M.J. Martínez Sánchez |
| Neal Skupski          |

| Barbora Krejčíková |
| Rajeev Ram         |

| Barbora Krejčíková |
| Rajeev Ram         |

| Timea Bacsinszky |
| Nicolas Mahut    |

| Barbora Krejčíková |
| Rajeev Ram         |

| Alicja Rosolska |
| Nikola Mektić   |

| Iga Świątek  |
| Łukasz Kubot |

| Iga Świątek  |
| Łukasz Kubot |

| Barbora Krejčíková |
| Rajeev Ram         |

| Samantha Stosur |
| Leander Paes    |

| Anna-Lena Grönefeld |
| Robert Farah        |

| Květa Peschke  |
| Wesley Koolhof |

| Samantha Stosur |
| Leander Paes    |

| Yang Zhaoxuan |
| Rohan Bopanna |

| Anna-Lena Grönefeld |
| Robert Farah        |

| Anna-Lena Grönefeld |
| Robert Farah        |

| Barbora Krejčíková |
| Rajeev Ram         |

| Jekaterina Makarova |
| Artem Sitak         |

| Astra Sharma       |
| John-Patrick Smith |

| Andreja Klepač         |
| Édouard Roger-Vasselin |

| Andreja Klepač         |
| Édouard Roger-Vasselin |

| Astra Sharma       |
| John-Patrick Smith |

| Astra Sharma       |
| John-Patrick Smith |

| Maddison Inglis |
| Jason Kubler    |

| Astra Sharma       |
| John-Patrick Smith |

| Kristina Mladenovic |
| Robert Lindstedt    |

| Bethanie Mattek-Sands |
| Jamie Murray          |

| Johanna Larsson |
| Dominic Inglot  |

| Kristina Mladenovic |
| Robert Lindstedt    |

| Bethanie Mattek-Sands |
| Jamie Murray          |

| Bethanie Mattek-Sands |
| Jamie Murray          |

| Mihaela Buzărnescu |
| Oliver Marach      |

| Astra Sharma       |
| John-Patrick Smith |

| Abigail Spears       |
| Juan Sebastián Cabal |

| Nicole Melichar |
| Bruno Soares    |

| Latisha Chan |
| Ivan Dodig   |

| Abigail Spears       |
| Juan Sebastián Cabal |

| Demi Schuurs     |
| Matwé Middelkoop |

| Demi Schuurs     |
| Matwé Middelkoop |

| Monique Adamczak |
| Matt Reid        |

| Abigail Spears       |
| Juan Sebastián Cabal |

| Zhang Shuai |
| John Peers  |

| Nicole Melichar |
| Bruno Soares    |

| Tímea Babos      |
| Márton Fucsovics |

| Tímea Babos      |
| Márton Fucsovics |

| Irina-Camelia Begu |
| Horia Tecău        |

| Nicole Melichar |
| Bruno Soares    |

| Nicole Melichar |
| Bruno Soares    |